# Britha incertalis
Britha incertalis är en fjärilsart som beskrevs av Walker 1866. Britha incertalis ingår i släktet Britha och familjen nattflyn. Inga underarter finns listade i Catalogue of Life.